# 나의 사적인 여자친구
《나의 사적인 여자친구》(프랑스어: Une nouvelle amie)는 2014년 공개된 프랑스의 영화이다. 루스 렌델의 단편 소설 The New Girlfriend를 원작으로 한다.

## 출연

### 주연
- 로망 뒤리스
- 아나이스 드무스티어
- 라파엘 페르소나즈

### 조연
- 이실드 르 베스코
- 오로르 클레망
- 쟝-끌로드 볼레-레드닷
- 피에르 파비아니
- 세바스티앙 포데로
- 프랑소와 오종
- 이브 지라르
- 아니타 질리에

## 기타
- 조감독: 아노드 에스테레즈
- 미술: 미셀 바틀레미
- 시각효과: 미카엘 탕기
- 의상: 파스칼린 샤반느
- 배역: 안토니에트 불라